# 후키다시공원
후키다시 공원(ふきだし公園)은 일본 홋카이도 아부타군 교고쿠정 아자카와니시에 있는 공원이다. 요테이산의 복류수가 솟아나는 구획을 공원으로 정비하고 약수터를 만들었다.

## 개요
1973년 3월 30일 홋카이도에서 분출 환경 녹지 보호 지구로 지정됐다.